# Phoradendron rusbyi
Phoradendron rusbyi är en sandelträdsväxtart som beskrevs av Nathaniel Lord Britton och Henry Hurd Rusby. Phoradendron rusbyi ingår i släktet Phoradendron och familjen sandelträdsväxter. Inga underarter finns listade i Catalogue of Life.